# Dacryocystocele
Een dacryocystocele, soms ook wel dacryocele genoemd, is een goedaardig, blauwgrijzig gezwel middenonder de binnenste ooghoek. Het ontstaat doordat de traanbuis vernauwd of volledig geblokkeerd is geraakt. Dit gezwel ontstaat vooral bij baby's in de baarmoeder. Het komt voor bij ongeveer 1 op de 3800 levendgeborenen.
Voor de geboorte kan er al een diagnose gesteld worden met behulp van echografie (echo). Aan de hand hiervan kan de eventuele aanwezigheid van het kenmerkende dacryocystocele-bultje middenonder de oogbol vastgesteld worden. Dit bultje is op een echogram goed te onderscheiden, aangezien het weinig ultrasone geluidsgolven weerkaatst. Het is hierbij belangrijk dat er uitgesloten wordt dat er geen sprake is van een encefalocele, een soort neuralebuisdefect en een veel ernstigere aandoening dan een dacryocystocele.
Ook na de bevalling is het stellen van de diagnose van deze aandoening erg gemakkelijk. Slechts een kort lichamelijk onderzoek is hiervoor nodig, waarbij een arts bepaalt of het gaat om een dacryocystocele, of mogelijk om een meer ernstige aandoening. Na de geboorte kunnen dacryocystoceles uit zichzelf verdwijnen. Ook kan men met de vingers druk uitoefenen richting het neusje, om zo te proberen de dacryocystocele te laten verdwijnen. Als dit uiteindelijk ook de dacryocystocele niet verhelpt, kan het nodig zijn om door middel van een chirurgische ingreep de blokkering in de traanbuis te verwijderen. 
Een dacryocystocele is over het algemeen gevuld met steriel slijm, maar kan ontstoken raken. Dit wordt dan dacryocystitis genoemd.